# Андреа Лукези
Андреа Лукези (итал. Andrea Luchesi; Мота ди Ливенца, 23. мај 1741 — Бон, 21. март 1801) је био италијански композитор и оргуљаш у ере класицизма.
Андреа Лукези је живео у Венецији и у Бону. Био је изабран за главног диригента Бона (1774). Ученик му је био млади Бетовен.